# Сиди-Таиби
Сиди-Таиби (араб. سيدي طيبي‎) — город в Марокко, расположен в области Дуккала-Абда.

## Географическое положение
Центр города располагается на высоте 399 метров над уровнем моря.

## Демография
Население города по годам:
| 1994  | 2004   | 2012   |
| ----- | ------ | ------ |
| 6 282 | 19 979 | 36 741 |

## Транспорт
Ближайший аэропорт расположен в городе Сафи.